# 4263 Abashiri
4263 Abashiri eller 1989 RL2 är en asteroid i huvudbältet som upptäcktes 7 september 1989 av de båda japanska astronomerna Kazuro Watanabe och Masayuki Yanai vid Kitami-observatoriet. Den är uppkallad efter den japanska staden Abashiri.
Asteroiden har en diameter på ungefär 8 kilometer.